# Канликульський район
Канликульський район (колишній Ленінабадський; кар. Qanliʻkwoʻl rayoniʻ; узб. Қанликўл тумани, Qanlikoʻl tumani) — район в Узбекистані, Республіка Каракалпакстан. Розташований у центральній частині республіки. Центр — міське селище Канликуль.
Утворений в 1970 році. Межує на північному заході і півночі з Кунградським, на сході з Кеґейлійським і Нукуським, на півдні з Ходжейлійським, на південному заході з Шуманайським районами.
Східний кордон району проходить по річці Амудар'я.
Через район проходять автошляхи Кунград—Ходжейлі, Канликуль—Шуманай, залізниця Бейнеу—Кунград—Найманкуль.
Площа 0,9 тис. км². Населення району 29 614 мешканців (перепис 1989), у т.ч. міське — 7303 мешканці, сільське — 22 311 мешканців.
Станом на 1 січня 2011 року до складу району входили 1 міське селище (Канликуль) і 7 сільських сходів громадян.
Сільські сходи громадян:
- Арзимбеткум
- Бескупир
- Бустан
- Жанакала
- Канликуль
- Косжап
- Науриз